# Distrikt Carampoma
Der Distrikt Carampoma liegt in der Provinz Huarochirí der Region Lima im zentralen Westen von Peru. Der Distrikt hat eine Fläche von 234,21 km². Beim Zensus 2017 lebten 331 Einwohner im Distrikt. Im Jahr 1993 lag die Einwohnerzahl bei 458, im Jahr 2007 bei 1161. Die Distriktverwaltung befindet sich in der 3408 m hoch gelegenen Ortschaft Carampoma mit 317 Einwohnern (Stand 2017).

## Geographische Lage
Der Distrikt Carampoma befindet sich im Nordosten der Provinz Huarochirí. Er liegt in der peruanischen Westkordillere. Er erstreckt sich entlang den Quellflüssen des Río Santa Eulalia, den Flüssen Río Acobamba und Río Pallca. Im Distrikt befinden sich mehrere Wasserkraftwerke und Talsperren.
Der Distrikt Carampoma grenzt im Norden an den Distrikt Huanza, im Nordosten an den Distrikt Marcapomacocha (Provinz Yauli), im Osten an den Distrikt Chicla, im Südosten an den Distrikt San Mateo, im Süden an die Distrikte Matucana und San Juan de Iris sowie im Westen an den Distrikt Laraos.